# Richmond, Maine
Richmond är en ort i Sagadahoc County i delstaten Maine, USA.